# Ľupčica
Ľupčica je potok na Horním Pohroní, na území okresu Banská Bystrica. Je to pravostranný přítok Hronu, měří 11,9 km a je tokem III. řádu.
Pramen: v Starohorských vrších na jižním svahu Krčahova (1 128,8 m n. m.) v nadmořské výšce kolem 930 m n. m.
Směr toku: převážně na jihovýchod
Geomorfologické celky: 1.Starohorské vrchy, 2.Zvolenská kotlina, podsestava Bystrické podolí
Přítoky: zprava Banský potok, přítok ze samoty Brvnište, zleva Marková, přítok zpod sedla Príslop (789,8 m n. m.) a potok z obce Podkonice
Ústí: do Hronu jižně od obce Slovenská Ľupča v nadmořské výšce 368,5 m n. m.
Obce: Baláže a Slovenská Ľupča